# Cerastium supramontanum
Cerastium supramontanum là loài thực vật có hoa thuộc họ Cẩm chướng. Loài này được Arrigoni mô tả khoa học đầu tiên năm 1984.